# ГКБ-8355
ГКБ-8355 —  радянський і російський двовісний вантажний причіп, призначений для перевезення вантажів до 8 тонн. Випускався на Ставропольському заводі автопричепів з 1990 по 2001 рік. Основний тягач — КамАЗ-5320 того ж типорозміру, другорядний — КАМАЗ 43118.
Являє собою причіп, дуже схожий на ГКБ-8350, але з кузовом, підвищеним на кілька міліметрів, і запасним колесом.

## Технічна характеристика
Причіп ГКБ-8355 має ту ж конструкцію, що і ГКБ-8350, але деякі з них мають односхилі колеса.
Рама причепа зроблена з сталі, підвіска — ресорна. Вантажна платформа оснащена металевими бортами. крім того, кузов причепа може бути обладнаний високими стінами, задніми дверима або тентом.
Вид гальмівної системи-барабанна (Wabco 4S/3M).